# Santuario (novela de Faulkner)
Santuario (Sanctuary, en el original) es una de las obras más reconocidas de William Faulkner. Fue escrita en 1929 y rechazada por el editor por las excesivas atrocidades que narraba. Reescrita por el autor, fue publicada en 1931 por Jonathan Cape y Harrison Smith. En 1932, con un prólogo de Faulkner menoscabando el libro y explicando que lo escribió solo por razones económicas, fue editada por Modern Library. En 1958, fue editada por Random House con correcciones y modificaciones realizadas por Faulkner. La novela ha sido una de las más controvertidas del autor por los temas que trata pero, en la actualidad, se la considera una obra maestra.

## Personajes
La novela se desarrolla entre los meses de mayo y junio de 1929,  en el ficticio condado de Yoknapatawpha, en Misisipi.
La historia tiene tres personajes principales:
Temple Drake, una adolescente estudiante universitaria. Temple pertenece a una acaudalada familia de Misisipi y es la hija de un poderoso juez. Entre sus compañeros de universidad es considerada una chica de costumbres liberales.
El abogado Horace Benbow, que deja a su mujer y a su hijastra para regresar a su hogar natal, en Jefferson, donde vive su hermana Narcissa Sartoris, que ha quedado viuda. Benbow es un abogado con buenas intenciones pero poco capaz. En cierta forma, resulta un representante del Bien.
Popeye, un hampón impotente sexual, traficante ilegal de alcohol,violento, vicioso y asesino, en el que se personifica al Mal.

## Argumento
Temple tiene una cita con Gowan Stevens, que la lleva a casa de Lee Godwin, miembro de la banda de Popeye. Stevens abandona a Temple en la casa y ella queda en medio del grupo de delincuentes. Tommy, un retrasado mental, trata de protegerla y la esconde en el granero, pero Popeye los encuentra. Cuando Tommy la intenta defender, Popeye lo mata. Luego, viola a Temple con una mazorca de maíz.
Entre Popeye y Temple se inicia una morbosa relación, en la que ella es víctima de la violencia y la maldad de Popeye. Este la recluye en un prostíbulo, donde le hace mantener relaciones sexuales con el criminal Red, al que Popeye acaba matando.
Mientras Temple es corrompida por la vida en el prostíbulo, el abogado Benbow defiende a Lee Godwin, injustamente acusado del asesinato de Tommy. Benbow sabe que Temple presenció el crimen y la busca sin poder encontrarla. 
En el segundo día del juicio a Godwin, Temple se presenta de manera espontánea. Pero no acusa a Popeye de su violación y de haber matado a Tommy sino a Godwin, que es condenado a la horca. La condena no llega a cumplirse porque una turba lo captura mientras es trasladado y lo quema vivo. 
Benbow decide regresar junto a su mujer mientras Popeye es arrestado y, luego, ahorcado por asesinato. 
En la escena final, Temple y su padre pasean por los Jardines de Luxemburgo, en París.

## Análisis
La novela es considerada una obra maestra en la que se condensa todo tipo de atrocidades. Faulkner, con la potencia de su estilo narrativo, crea un clima en el que los acontecimientos alcanzan altísimos niveles de violencia y degradación sexual. Esa maestría de Faulkner logra que la escena más impactante de la novela, la violación de Temple con una mazorca de maíz, no sea descrita en forma directa sino alusiva.